# A Noise from the Deep
A Noise from the Deep é um curta-metragem de comédia mudo americano de 1913, estrelado por Mabel Normand e Roscoe "Fatty" Arbuckle. O filme foi dirigido e produzido por Mack Sennett e também conta com a participação dos Keystone Cops a cavalo. O filme é notável por ser o primeiro caso registrado de uma torta de creme lançada no rosto em um filme, feito por Mabel Normand, que acertou Roscoe "Fatty" Arbuckle diretamente no rosto. O filme também foi relançado vários anos após sua estreia original, em 1919, com um título diferente: Fatty's Bubble Trick.

## Produção e contexto

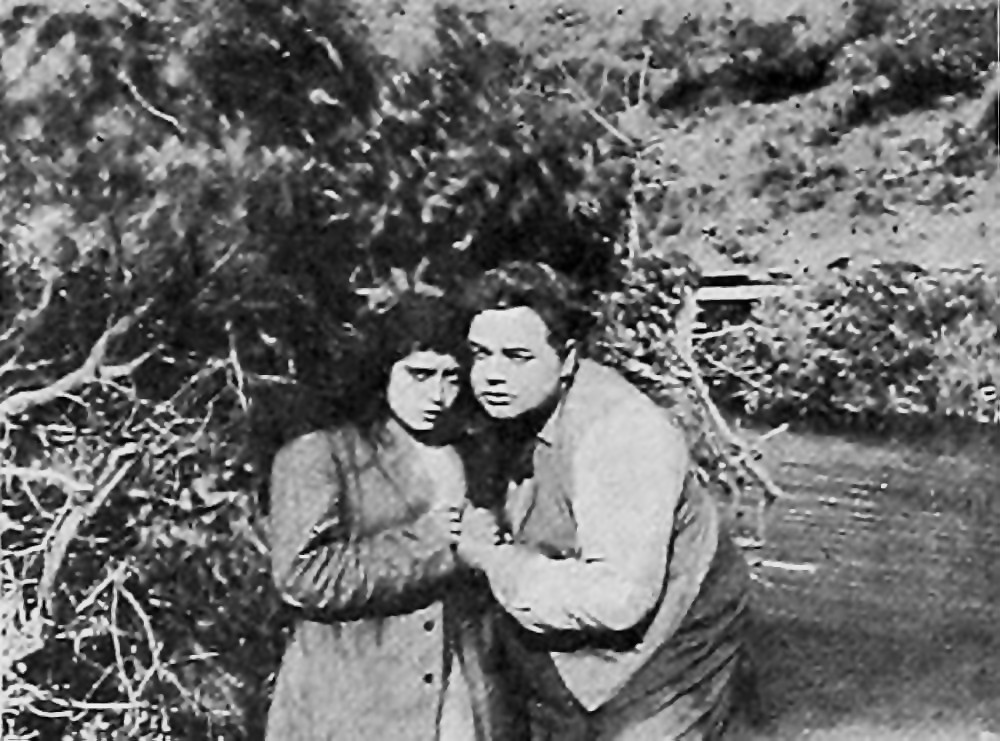
Normand e Arbuckle à beira do lago

O filme foi gravado entre 31 de maio e 7 de junho de 1913, e lançado em 17 de julho de 1913. Foi a primeira parceria entre Normand e Arbuckle, além de ser a primeira comédia da Keystone a apresentar uma torta no rosto, com Normand lançando-a em Arbuckle. Para simular Normand se afogando no lago, a equipe criou bolhas colocando uma mangueira na água e soprando por ela.
Segundo o autor Andy Edmonds, a ideia de jogar a torta partiu de Arbuckle, que havia avistado algumas tortas em uma mesa próxima e explicou a Normand o que queria fazer. O diretor Sennett não estava ciente da conversa, mas foi avisado por Arbuckle para “ficar de olho na gente, temos uma ideia”, então Sennett usou uma lente grande angular para filmar a cena, e Normand pegou uma torta e atirou-a no rosto de Arbuckle. Sennett adorou a brincadeira, que rapidamente se tornou um clichê da comédia pastelão.
A historiadora de cinema norte-americana Jeanine Basinger opinou que "há algo profundamente poético no fato de que a primeira torta no cinema foi lançada por uma mulher no rosto de um ator masculino surpreso. É uma grande declaração feminista, a revolta da confeiteira". O autor David Yallop escreveu que, embora muitas tortas tenham sido lançadas desde então, segundo Gene Fowler, "todos esses atiradores de torta eram meros brincantes com petits-fours" quando comparados à torta de Arbuckle, que ele considerava o "maior lançador de tortas de todos os tempos" e o "Hércules das sobremesas voadoras".
O historiador de cinema norte-americano Gerald Mast afirmou que as tortas de creme eram na verdade feitas de amoras, pois apareciam melhor na tela. As tortas eram preparadas especialmente para serem arremessadas, com peso cuidadosamente calculado para permitir máxima precisão e alcance. Uma confeitaria localizada em Glendale, Califórnia, chamada Greenbergs, produzia as tortas especiais usadas nos filmes, e enriqueceu ao atender às exigências dos estúdios. Laurel & Hardy usaram 3 mil tortas da Greenbergs em uma cena de rua em The Battle of the Century.

## Análises
The Bryan Daily Eagle afirmou que o filme era "positivamente a comédia mais engraçada já exibida" no teatro local. O Lewiston Sun-Journal declarou: "nunca desde The Runaway Horse houve um lançamento que tenha atraído tanta atenção universal para comédias quanto A Noise from the Deep. Esta é uma das comédias mais notáveis já produzidas e está sendo exibida como destaque onde quer que seja apresentada".
O Meriden Morning Record disse que o filme "é uma sucessão de risos desde o início, e será mantido em cartaz hoje e amanhã para que muitos tenham a chance de ver esta comédia. Qualquer um que assistir concordará que as risadas vêm rápida e furiosamente". O Lexington Herald comentou que se trata de uma farsa-comédia-burlesca que é um riso contínuo, apresentando a campeã de mergulho e estrela comediante, Mabel Normand.
The Huntington Herald elogiou o filme, dizendo ser "uma farsa estrondosa, cuja atuação desafia qualquer descrição. Os intérpretes do pretendente bem-sucedido e dos policiais montados em cavalos empinados fazem um dos filmes mais hilários vistos em muito tempo". O Crescent Theater em Austin, Texas proclamou: "podemos dizer sem medo de errar que a comédia que exibiremos na segunda-feira, intitulada A Noise From the Deep, nunca foi superada em termos de provocar risadas nesta cidade".